# 和歌山車掌区
和歌山車掌区（わかやましゃしょうく）とは、和歌山県和歌山市美園町にある西日本旅客鉄道（JR西日本）近畿統括本部の車掌が所属する組織である。

## 概要
和歌山車掌区はもともと和歌山線を建設した紀和鉄道の車掌がルーツで、1907年に国有化されたのち、1940年8月に紀勢西線の全通により和歌山車掌区として独立し、紀勢西線の担当車掌区として明確化された。
1989年3月に当時の和歌山電車区と統合することにより和歌山列車区として再編されて一旦廃止されたが、2012年7月に和歌山列車区を廃止することにより、運転士と車掌をそれぞれ専門的に育成する体制を構築するために和歌山車掌区が発足した。

## 乗務範囲
- 阪和線：新大阪駅 - 和歌山駅間（新大阪駅 - 天王寺駅間は特急列車のみ）
- 紀勢本線：和歌山市駅 - 新宮駅間（周参見駅 - 新宮駅間は特急列車のみ）
- 和歌山線：和歌山駅 - 五条駅間（臨時列車のみ)

## 歴史

### 一代目
- 1907年（明治40年）10月1日：和歌山駐在所として発足。
- 1914年（大正3年）3月1日：湊町車掌監督に統合され、同監督の和歌山駐在になる。
- 1929年（昭和4年）5月11日：湊町車掌監督が湊町車掌所に改称され、同車掌所の和歌山支所になる。
- 1936年（昭和11年）9月1日：湊町車掌所が湊町車掌区に改称され、同車掌区の和歌山支区になる。
- 1940年（昭和15年）8月8日：湊町車掌区から独立し、和歌山車掌区になる。新宮支区が開設。
- 1947年（昭和22年）10月1日：新宮支区が廃止。
- 1950年（昭和25年）8月1日：紀伊田辺支区が発足。
- 1965年（昭和40年）10月1日：紀伊田辺支区が廃止。
- 1989年（平成元年）3月11日：新和歌山車両センターと統合することにより和歌山列車区になり、和歌山車掌区が廃止[2]。

### 二代目
- 2012年（平成24年）7月1日：和歌山列車区が廃止され、和歌山車掌区が発足[1]。